# MOS-1
El Marine Observation Satellite-1 (MOS-1), también conocido con el nombre de Momo-1, fue el primer satélite de observación de la Tierra japonés. Fue lanzado el 19 de febrero de 1987 en un cohete N-2 (vuelo N-16F) desde el centro espacial de Tanegashima. Fue construido por NEC Corporation y operado por la Agencia Nacional de Desarrollo Espacial de Japón (NASDA).
Se encuentra en una órbita polar de aproximadamente 900 km de altitud, aunque desde el 29 de noviembre de 1995 está dado de baja.

## Instrumentos
MOS-1 tiene cuatro instrumentos: 
- Multi-Spectral Electronic Self-Scanning Radiometer (MESSR), escanea con una resolución de 50 m, en dos bandas espectrales visibles y dos infrarrojas, en dos franjas de 100 km.[7]
- Visible and Thermal Infrared Radiometer (VTIR), escanea con una resolución mucho menor, en una banda visible y tres bandas infrarrojas, en una franja de 1.500 km.
- Micro Scanning Radiometer (MSR), mide la emisión de microondas en las bandas de 23 GHz y 31 GHz.[8]
- Data Collection System (DCS), es un transpondedor experimental.[9]